# Argonnerwaldlied
Argonnerwaldlied ("Canción del Bosque de Argonne") o "Lied der Pioniere" o "Pionierlied" ("Canción del Pionero") es una marcha militar alemana de la I Guerra Mundial. Fue compuesta por Hermann Albert Gordon en 1914/1915. Fue utilizada durante la I Guerra Mundial por el Imperio alemán. Variaciones de la canción con diferentes letras fueron utilizadas por la marxista Liga Espartaquista, en la Alemania Nazi durante la II Guerra Mundial y por la Alemania Oriental.
En 1919, letras nuevas fueron adoptadas por las socialista revoluncionaria Liga Espartaquista en conmemoración del alzamiento espartaquista de enero de 1919. Esta versión fue posteriormente arreglada por Hanns Eisler e interpretada por el Erich-Weinert-Ensemble en la República Democrática Alemana.
También conocida como "Durch deutsches Land marschieren", "SA Marschiertlied" fue utilizado durante los años de la Alemania Nazi. Originada en 1929 en Sajonia, fue una marcha del Sturmabteilung Nacional Socialista basada en la melodía del Argonnerwaldlied.
A medida que la canción se extendió por Alemania, surgieron variaciones de las palabras "Durch deutsches Land" ("a través de la tierra alemana"), substituidas por "Durch Großberlin" ("a través del Gran Berlín"), "Durch Schwabenland" ("a través de Suabia"), etc. La tercera estrofa también tiene ligeras variaciones de letras. La versión del NSDAP adoptada fue "Wir fürchten SPD und Rotfront nicht" ("no tememos al SPD ni al Rotfront") mientras que el Reichsarbeitsdienst adoptó "Wir fürchten Moskau und die Juden nicht" ("no tememos a Moscú ni a los judíos").